# Espen Søgård
Espen Søgård est un footballeur norvégien, né le 10 octobre 1979 à Lorenskog en Norvège. Il évolue comme milieu défensif.

## Biographie
Espen Søgård est le joueur d'un seul club, le Lillestrøm SK. S'il a été formé au Fet IL, il a effectué toute sa carrière professionnelle à Lillestrøm entre 1997 et 2011.
Il obtient son meilleur résultat en championnat en 2001, terminant vice-champion à un point derrière le Rosenborg BK.
Depuis 1997, il n'a remporté qu'un seul trophée, la coupe de Norvège 2007 en battant (2-0) le FK Haugesund en finale.
En 2011, il quitte son club de toujours pour rejoindre l'IK Start. 

## Sélection nationale
- Norvège : 2 sélections

Espen Søgård obtient sa première sélection le 25 janvier 2005 contre le Bahreïn au cours d'un match amical disputé à Riffa et gagné par les norvégiens (1-0), il est entré en cours de jeu en remplacement de Raymond Kvisvik.

## Palmarès
Lillestrøm SK
- Vainqueur de la Coupe de Norvège (1) : 2007